# Petit Ours Brun
Petit Ours Brun ist eine Serie von kurzen Bildergeschichten für Kinder, die das Leben eines Braunbärenjungen und seiner Eltern erzählt. Die Geschichten gehen auf die Kinderbuchautorin Claude Lebrun (1929–2019) zurück und erschienen erstmals 1975 in den Zeitschriften Popi und Pomme d’Api. Ab 1979 wurde Petit Ours Brun auch in Buchform beim Verlag Bayard veröffentlicht. Die Geschichten werden von Danièle Bour illustriert. Verschiedene Autoren haben Claude Lebrun seither beim Schreiben der Geschichten abgelöst, insbesondere Marie Aubinais (ehemalige Chefredakteurin von Pomme d’Api).

## Inhalt
In Petit Ours Brun erlebt ein Braunbärjunges gemeinsam mit Mama und Papa Bär viele kleine aufregende Abenteuer: Schlafen gehen, aufstehen, baden, in den Zirkus gehen, mit Papa Bär im Garten arbeiten, mit Mama Bär einkaufen, erstmals die Sterne bestaunen, krank sein, mit Freunden spielen, Weihnachten und Geburtstag feiern, das erste Mal alleine rutschen, mit den Schuhen der Eltern spielen, Nein sagen oder eingeschnappt sein – und viele weitere Dinge und Erfahrungen, wie sie jedem kleinen Kind widerfahren.

## Hintergrund
1975 schickte Claude Lebrun, Professorin für Literatur in Rennes, der Redaktion von Pomme d’api (einer 1966 gegründeten Zeitschrift von Bayard) die Geschichte eines kleinen Bären, der seinen dritten Geburtstag feiert und daraufhin gute Vorsätze fasst, um groß zu werden. Dem Team von Pomme d’Api gefiel die Figur des kleinen Bären, der dieselben Dinge erlebt wie kleine Kinder. Das Format der Geschichten wurde noch dahingehend angepasst, dass sich speziell Kinder im Alter von 2–3 Jahren mit dem Helden rasch identifizieren können und auf Vorschlag von Lebrun übernahm Danièle Bour die Illustrationen. Bour ließ sich beim Entwurf des kleinen Bären von ihrem eigenen Sohn inspirieren. Petit Ours Brun wurde daraufhin schnell zu einer sehr beliebten und wiederkehrenden Figur in Pomme d’Api.
Jeden Monat veröffentlicht Pomme d’Api seither eine Geschichte von Petit Ours Brun in einem Format von 4 Kästchen pro Seite. Popi greift diese Geschichten gelegentlich auf, jedoch angepasst an die Kleinsten.

## Rezeption
Sophie Lucas schreibt in ihrer Rezension über Petit Ours Brun: „Die kurzen, einfachen Geschichten sind in Danièle Bours unverwechselbarem, naiven Stil illustriert. Ihre lebhaften, farbenfrohen Bilder halten jede Menge Entdeckungen für Kinder bereit. Petit Ours Brun ist eine fröhliche, liebevolle Reise in die Kindheit und ein idealer Begleiter für Kinder und ihre Eltern.“

## Besonderheiten
YouTube musste 60.000 Euro Strafe an Bayard Presse, den Verleger von Petit Ours Brun, zahlen, weil es ohne seine Zustimmung Videos mit dem kleinen Braunbären verbreitet hatte.

## Referenzen
Petit Ours Brun ist in dem literarischen Nachschlagewerk 1001 Kinder- und Jugendbücher – Lies uns, bevor Du erwachsen bist! für die Altersstufe 0–3 Jahre enthalten.

## Adaptionen
- Petit Ours Brun (Fernsehserie 1988)
- Les Aventures de Petit Ours Brun (Fernsehserie 2003)
- Eine Fernsehserie mit dem Namen „Petit Ours Brun“ bzw. „Petit Ours Brun 3D“ begann 2018 mit der Ausstrahlung und hat eine Länge von 52 Episoden. Sie wird von Bayard Jeunesse Animation, Fabrique d’images und France Télévisions koproduziert.
- Im Oktober 2016 wurde „Petit Ours Brun – Le Spectacle“ im Théâtre du Gymnase in Paris aufgeführt. Das Bühnenstück fand in Form eines Musicals mit fünf singenden Schauspielern statt.[2]

## Ausgaben
Die Serie wurde ins Englische, Russische, Spanische, Deutsche, Niederländische und Bretonische übersetzt.